# Dean Rusk
David Dean Rusk (ur. 9 lutego 1909, zm. 20 grudnia 1994) – amerykański polityk i dyplomata, od 1961 do 1969 sekretarz stanu USA, najpierw w administracji Johna F. Kennedy’ego, a następnie Lyndona B. Johnsona.
Podczas kryzysu czechosłowackiego w 1968 uspokajał przywódców ZSRR: „Rząd USA stara się zachować daleko posuniętą wstrzemięźliwość w swoich komentarzach w związku z zajściami w Czechosłowacji. Zdecydowanie nie chcemy być w jakiejkolwiek formie zamieszani lub wciągnięci w te wydarzenia [...]. USA od samego początku nie miały zamiaru mieszać się do spraw Czechosłowacji. Jest to przede wszystkim sprawa samych Czechów.”
Sekretarz stanu (trudno uwierzyć, aby bez wiedzy prezydenta Johnsona) poszedł jeszcze dalej. Po zacytowanych zdaniach dodał jeszcze: „Poza tym jest to sprawa Czechów i innych krajów Układu Warszawskiego”.